# Хищник (фильм, 1987)
«Хи́щник» (англ. Predator) — американский научно-фантастический боевик ужасов, снятый Джоном Мактирнаном по сценарию братьев Томас и вышедший на экраны 12 июня 1987 года. Главные роли исполнили Арнольд Шварценеггер, Карл Уэзерс, Эльпидия Каррильо, Джесси Вентура. Съёмки фильма проводились в джунглях южной Мексики, рядом с Паленке и Пуэрто-Вальярта.
Сюжет повествует о схватке группы американских наёмников с инопланетным существом в джунглях Центральной Америки; в ходе этой схватки люди несут потери и вынуждены отказаться от технологических изысков цивилизации, прибегнув к опыту первобытных охотников ради собственного выживания.
Картина заняла 366-е место в списке 500 лучших фильмов по версии журнала Empire.. Стэн Уинстон был номинирован на Оскар в 1988 году в категории «Лучшие визуальные эффекты» к фильму. Алан Сильвестри получил кинопремию «Сатурн» в номинации «Лучшая музыка». Фильм собрал в прокате 98 миллионов долларов.
В 1990 году фильм получил продолжение под названием «Хищник 2», а в 2004 году было положено начало серии фильмов «Чужой против Хищника». В 2010 году вышел третий сиквел «Хищники». В 2018 году вышел четвёртый сиквел «Хищник». По мотивам кинофильма были созданы компьютерные игры, комиксы и игры для игровых приставок. Выпускались игрушки для детей и костюмы для взрослых.
Благодаря популярности героя Арнольда Шварценеггера, его прозвище «Датч» (англ. Dutch), не переведённое прокатчиками картины, было переведено российской прессой как «Голландец».

## Сюжет
Некий космический корабль пролетает рядом с Землёй, и от него отделяется объект, который устремляется к её поверхности.
Группа наёмников во главе с бывшим майором Аланом «Датчем» («Голландцем») Шеффером вылетают на срочную миссию в джунгли Центральной Америки спасать некоего весьма важного для интересов США члена тамошнего кабинета министров: прошлым днём вертолёт с ним был потерян на сопредельной территории, предположительно сбившись с курса. Руководящий американской военной миссией генерал тревожится, что пропавшие оказались в заложниках у местных повстанцев. К неудовольствию Шеффера, с группой отправляется курирующий операцию Джордж Диллон, его сослуживец ещё по Вьетнаму, оставивший, однако, удел спецназовца ради карьеры в ЦРУ.
На месте крушения обнаруживаются застреленные пилоты и поводы для сомнений: «птичка» больше напоминает разведывательную, да и подбита ракетой с тепловым наведением, кроме того, до них отсюда за повстанцами отправились ещё шестеро армейских. Судьба последних оказывается обескураживающей: индеец Билли, искушённый следопыт, обнаруживает место беспорядочной пальбы в никуда, где трое освежёванных солдат подвешены высоко на деревьях, а другие словно исчезли. По жетону с именем Джима Хоппера становится понятно, что это были «зелёные береты» из Форт-Брэгга. Недоверие к Диллону усиливается.
Спасти «кабинетских» не успевают, впрочем, они таковыми и не являлись: после штурма укреплённой базы с хорошо вооружёнными повстанцами и советскими военными советниками припёртый разгневанным Шеффером к стенке Диллон признаётся, что захваченные были его людьми и участвовали в долгих поисках этого места, откуда на днях планировалось крупное вторжение. После неудачи с Хоппером вся его надежда была на команду Голландца.
— Что случилось с тобой, Диллон? Ты же был тем, кому я мог доверять.
— Я проснулся. Не пора ли и тебе? Ты — материал, расходный материал, и я тобой воспользовался, чтоб выполнить работу. Понял?
— Мои люди не расходники. И я не занимаюсь такого рода «работой».
Потерь нет, но, связавшись с командным центром, отряд узнаёт, что силы повстанцев совсем близко. Взяв с собой по настоянию Диллона пленённую местную девушку, все спешно отходят в лес, при этом вечно спокойный Билли чувствует неведомую слежку. Нехарактерная для него тревога передаётся остальным, а после очередной попытки пленной сбежать, события стремительно развиваются в новом направлении.
Некое сливающееся с обстановкой существо на глазах у беглянки убивает и утаскивает бросившегося за ней радиста Хоукинса. От него находят только снаряжение и окровавленные внутренности, а перепуганная девушка твердит по-испански об «оживших джунглях». Вспомнив о Хоппере, спецназовцы расходятся для поисков, что усугубляет ситуацию: здоровяка Блэйна сражает какой-то энергетический выстрел. Близкий друг пулемётчика, серьёзный громила Мак, успевает заметить вспыхивающие глаза и почти прозрачную фигуру. Стреляя из всего, что есть, он и подоспевшие остальные выкашивают в лесу целую просеку, но без результата.
Рану Блэйна не объяснить никаким оружием. Майор приказывает занять оборону, заминировав возвышенность. Группа ещё далеко от рубежа, отчего в эвакуации им отказывают. Как и пленная девушка, Мак не может описать, что же такое он видел, лишь уверен: ничто на свете не могло бы выжить под таким шквальным огнём. Вопреки раздражённому скепсису Диллона, Шеффер, прислушавшись к вескому мнению Билли, приходит к выводу: «это» убило Хоппера и теперь «ему» нужны они. А взрывник Рамирес, верующий мексиканец, изрядно поражён озвученным пугающим признанием внешне по-прежнему хладнокровного товарища:
— Мне страшно, Пончо.
— Ерунда! Нет человека, чтоб ты страшился!
— Что-то там ждёт нас, и это не человек. Мы все умрём.
Ночью срабатывает сигнальная ракета и горюющий по утрате Мак в ярости бросается на кого-то во тьме. Этим оказывается дикая свинья. Тем не менее, пропадает тело Блэйна. Приходит понимание, что никому не успеть к ещё не близкой точке спасения, поскольку чужак охотится за ними с деревьев по одному, так что поутру Голландец мобилизует всех строить западни. Привлечённая к делу пленница по имени Анна (как выясняется, говорящая и по-английски) рассказывает местное поверье о «демоне, что делает из людей трофеи»; она помнит, как ещё со времён её детства в лесах в такие же самые жаркие годы находили обезображенные мужские тела.
Невзирая на все усилия и предосторожности опытных бойцов, начавшееся противостояние с исчезающе малозаметным и прекрасно вооружённым врагом стоит жизни жаждущему мести Маку и устыдившемуся наконец за своё неверие Диллону. Гибнут бросивший вызов преследователю Билли и случайно пострадавший Пончо, а едва избежавший их участи Шеффер, отвлекая ради Анны преследователя на себя и чудом выжив после погони, узнаёт наконец, что именно представляет собой его недруг и что можно остаться им незамеченным.
С наступлением темноты замаскированные противники с переменным успехом ведут хитроумную охоту друг на друга; в итоге оба, лишившись «камуфляжа», оказываются лицом к лицу. Силы явно не равны, но внезапно «охотник» решает-таки помериться ими в рукопашной со столь могучим землянином, безмолвно разоружаясь; под снятой маской окончательно проявляется его нечеловеческая сущность. В схватке майору приходится худо, однако всё же последнее слово остаётся за ним, и поверженный инопланетянин, имитируя смех Билли, активирует устройство самоуничтожения. Шеффера, с трудом избежавшего мощного взрыва, подбирает вертолёт с уцелевшей Анной и генералом на борту.

## В ролях
- Арнольд Шварценеггер — майор Алан «Датч» (в других версиях перевода — «Голландец») Шеффер
- Карл Уэзерс — Джордж Диллон, агент ЦРУ
- Эльпидия Каррильо — партизанка Анна
- Билл Дьюк — сержант Мак Эллиот
- Джесси Вентура — сержант Блэйн Купер
- Сонни Лэндхэм — Билли Сол
- Ричард Чавес (англ. Richard Chaves) — Хорхе «Пончо» Рамирес
- Роберт Голден Армстронг — генерал-майор Гомер Филлипс
- Шейн Блэк — Рик Хоукинс
- Кевин Питер Холл — Хищник / Пилот вертолёта
- Свен-Оле Торсен — советский военный советник
- Стив Боюм (нем. Steve Boyum) — убитый заложник
- Питер Каллен — озвучивание Хищника
- Генри Кинги (англ. Henry Kingi) — партизан в кабине грузовика
- Уильям Бёртон — снайпер на дереве

## Производство

### Сценарий

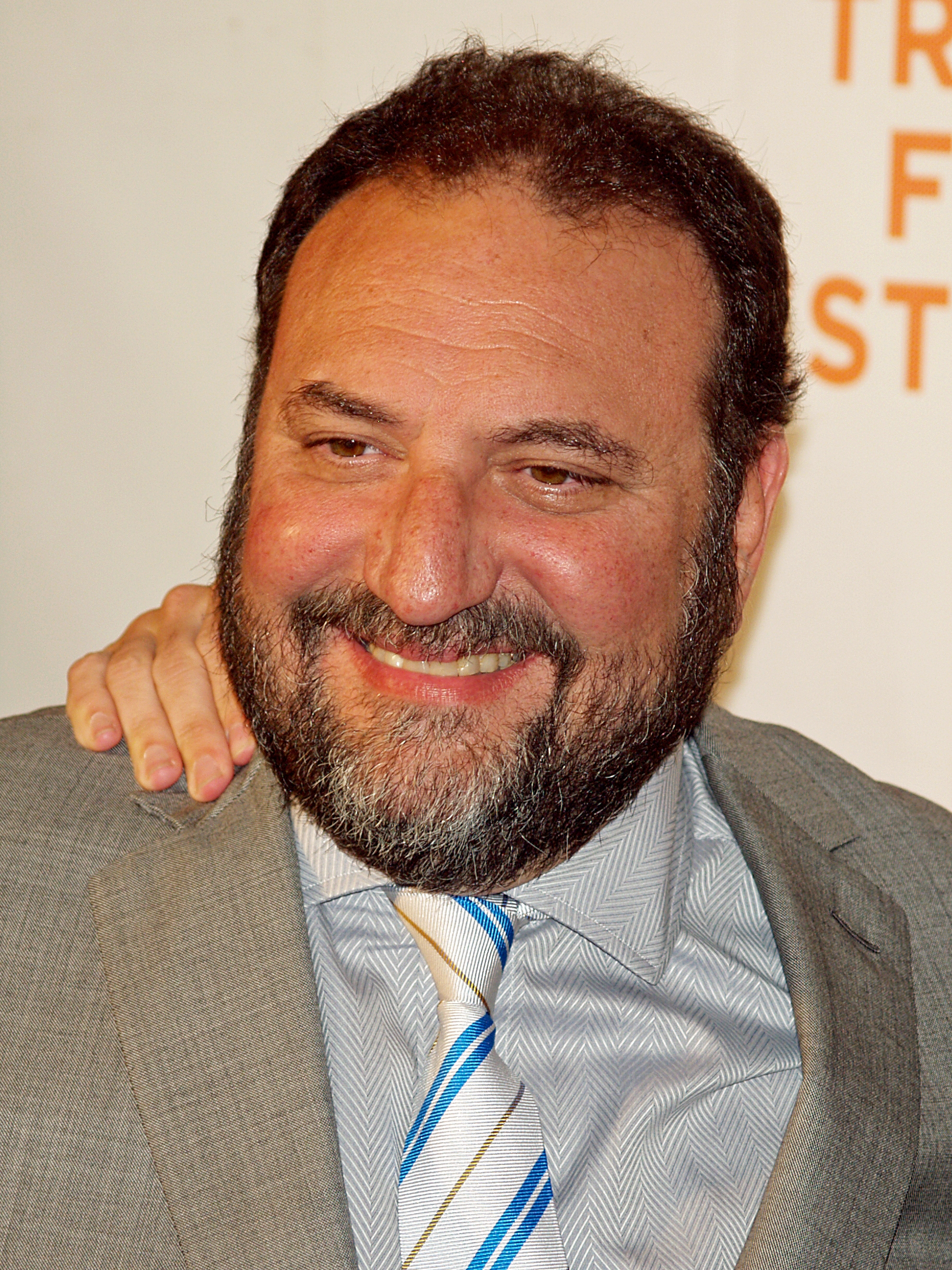
Джоэл Сильвер

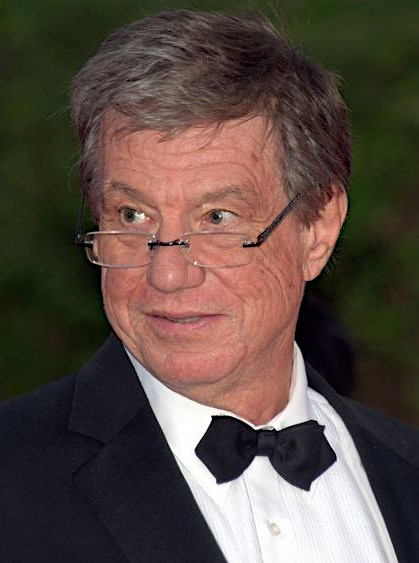
Джон Мактирнан

В течение нескольких месяцев после выхода на экран фильма «Рокки 4» по Голливуду циркулировала шутка о том, что на Земле Рокки одолел всех противников и в предполагаемой пятой части фильма ему осталось побить пришельца из фильма Стивена Спилберга «Инопланетянин». Считалось, что сценаристы Джим и Джон Томас восприняли шутку всерьёз и на её основе написали сценарий. Однако писать свой сценарий, они начали в 1983 году, а за основу взяли не шутку, а идею фильма «Предостережение» 1980 года. Первый вариант сценария рассказывал о расе инопланетных охотников, летающих в разные миры с целью охоты на их представителей. Но от этого варианта отказались, полагая что персонажи не вызовут симпатии. Тот вариант сценария, который братья Томас отправили продюсерам, содержал пришельца похожего на человека, с прозрачной кожей, использующего метательное оружие и камуфляж позволяющий сливаться с окружающей местностью. Все персонажи, кроме главного героя, погибали, а пришельца взрывали на космическом корабле. Изначально фильм носил название «Охотник» (англ. Hunter) Один из вариантов сценария предполагал сражение героя Арнольда Шварценеггера и пришельца один на один, однако при обсуждении сценария с самим Шварценеггером от этой идеи отказались, из-за слишком явной ассоциации с фильмами Сталлоне. Под этим названием — «Охотник» — была снята большая часть фильма, но вскоре оказалось, что фильм с таким названием уже существует, и поэтому название пришлось сменить на «Хищник»; в сюжетах о съёмках «Хищника» на хлопушках можно увидеть первоначальное название. «Хищник» стал для Джона Мактирнана первым студийным фильмом, поэтому студия хотела, чтобы сценарист Шейн Блэк присматривал за Мактирнаном.

### Подбор актёров
В 1986 году, когда Дени Гловер играл в театре в Чикаго, он получил в руки сценарий и вынужден был отказаться, причиной тому послужила одна из первых сцен, в которой он должен был бить женщину. После его съёмок в драматической картине «Цветы лиловых полей» он просто не мог ещё раз сыграть в фильме, где мужчина поднимает на женщину руку. Арнольд Шварценеггер был выбран на главную роль Сильвером и Гордоном.

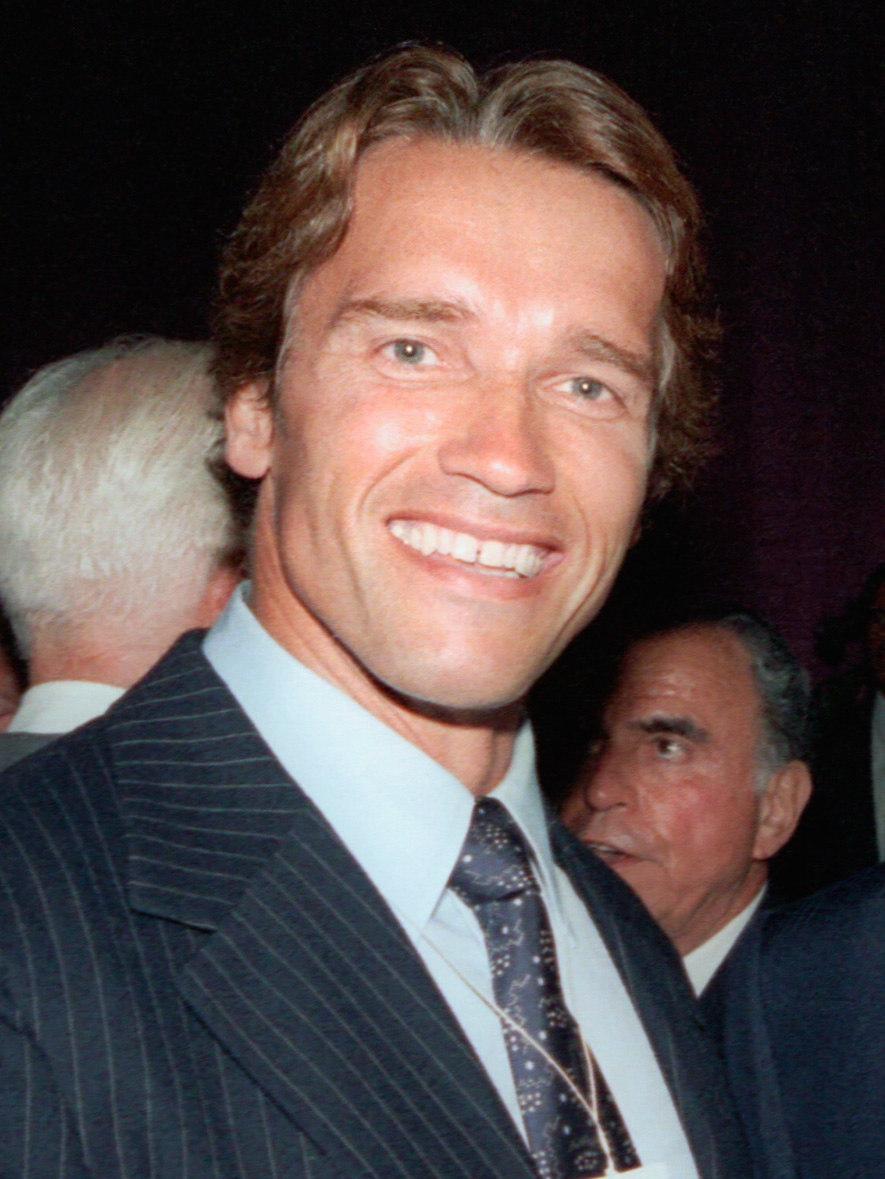
Арно́льд Шварцене́ггер

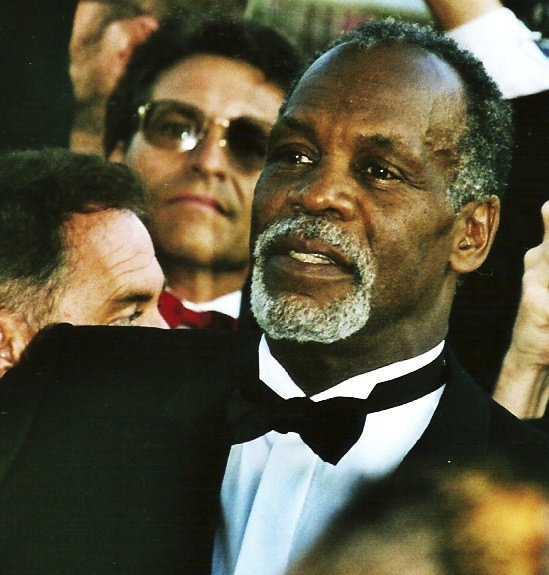
Дэнни Гловер

На роли героев элитного отряда спецназа Сильвер и Гордон вместе с продюсером Дэвисом искали крупных, высоких актёров с мускулистым телосложением. Карл Уэзерс, сыгравший боксёра Аполло Крида в серии «Рокки», стал первым кандидатом на роль Дилона, а профессиональный рестлер Джесси Вентура благодаря своему нраву был приглашён на роль Блэйна. Коренные американцы Сонни Лэндхэм и Ричард Чавес вместе с актёром Биллом Дьюком, сыгравшим со Шварценеггером в кинофильме «Коммандо», были приглашены для этнического баланса. Шейн Блэк, недавно написавший свой первый сценарий для кинофильма «Смертельное оружие», который снял Сильвер, получил роль Хоукинса.
Для роли пришельца-охотника изначально пригласили Жан-Клода Ван Дамма, поскольку Ван Дамм, используя своё мастерство боевых искусств, сделал бы пришельца ловким, быстрым, подобным ниндзя охотником. Но когда стали сравнивать Шварценеггера с Ван Даммом, последний оказался гораздо ниже ростом и меньше сложением, и стало понятно, что для создания угрожающего образа пришельца нужен был актёр гораздо более рослый. Кроме того, как утверждал Джесси Вентура в автобиографии, Ван Дамм однажды подрался с каскадёром из съёмочной группы, постоянно жаловался на то, что ему жарко в костюме, и вообще был недоволен тем, что его лицо не будет видно в кадре. Ван Дамм покинул проект через 2 дня после начала съёмок, а на роль Хищника был утверждён актёр Кевин Питер Холл, сыгравший также пилота вертолёта в финале картины.

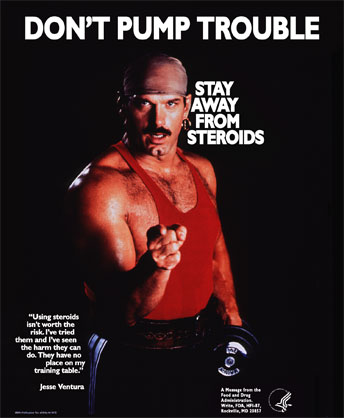
Джесси Вентура, исполнитель роли Блэйна
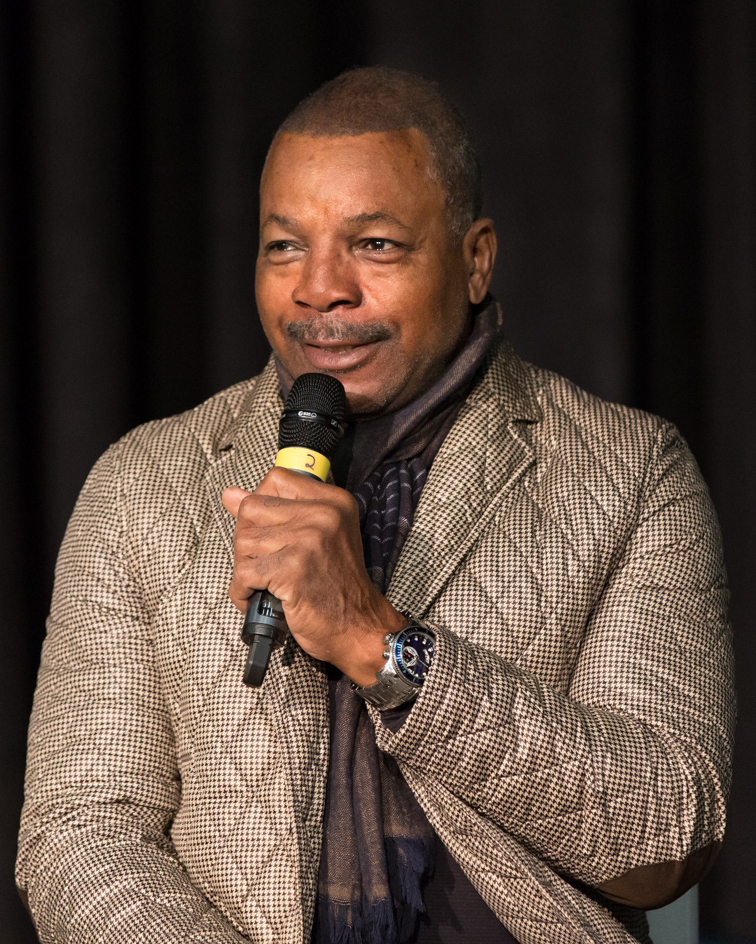
Карл Уэзерс, исполнитель роли сотрудника ЦРУ Дилона
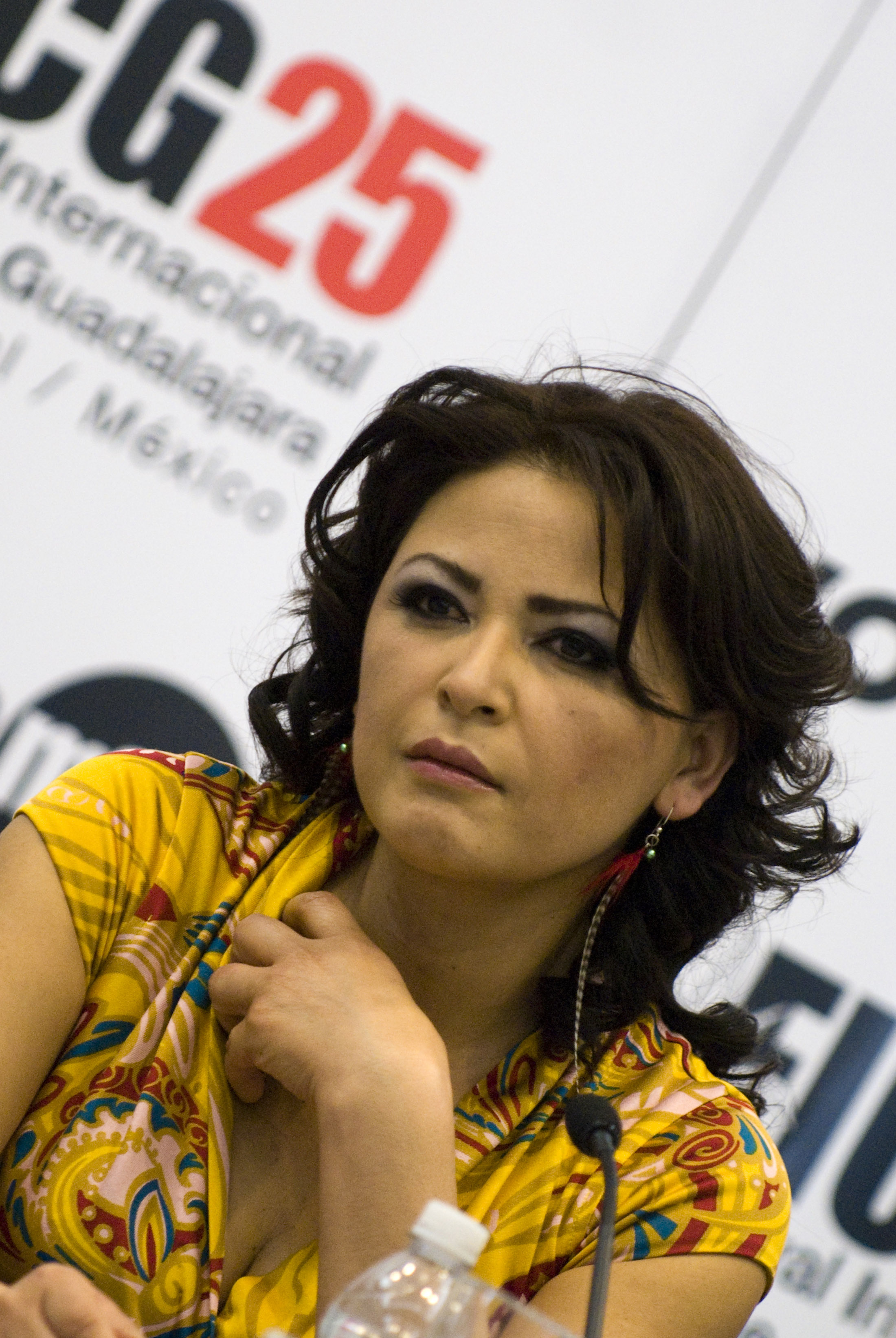
Эльпидия Каррильо, исполнительница роли партизанки Анны
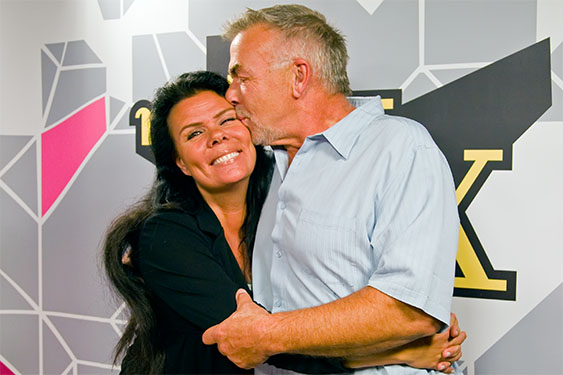
Свен Торнсон, исполнитель роли советского военного советника
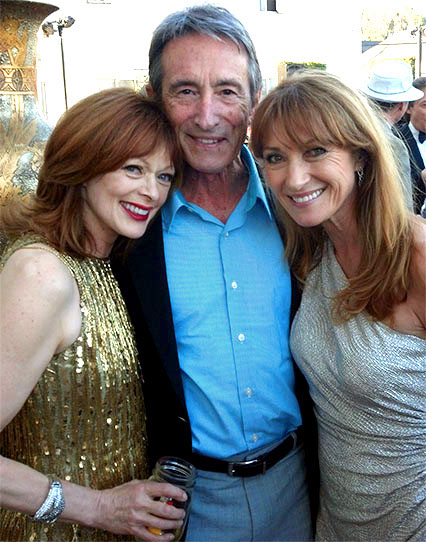
Ричард Чавес, исполнитель роли Пончо
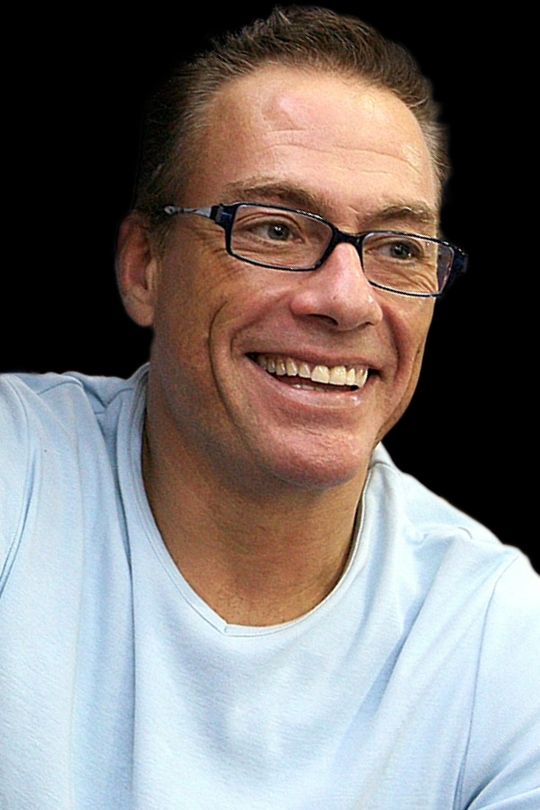
Жан-Клод Ван Дамм, первый исполнитель роли Хищника

### Съёмки

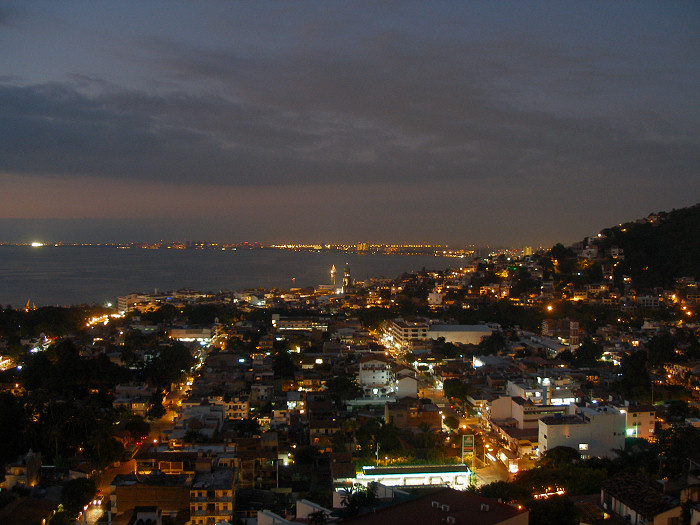
Пуэрто-Вальярта

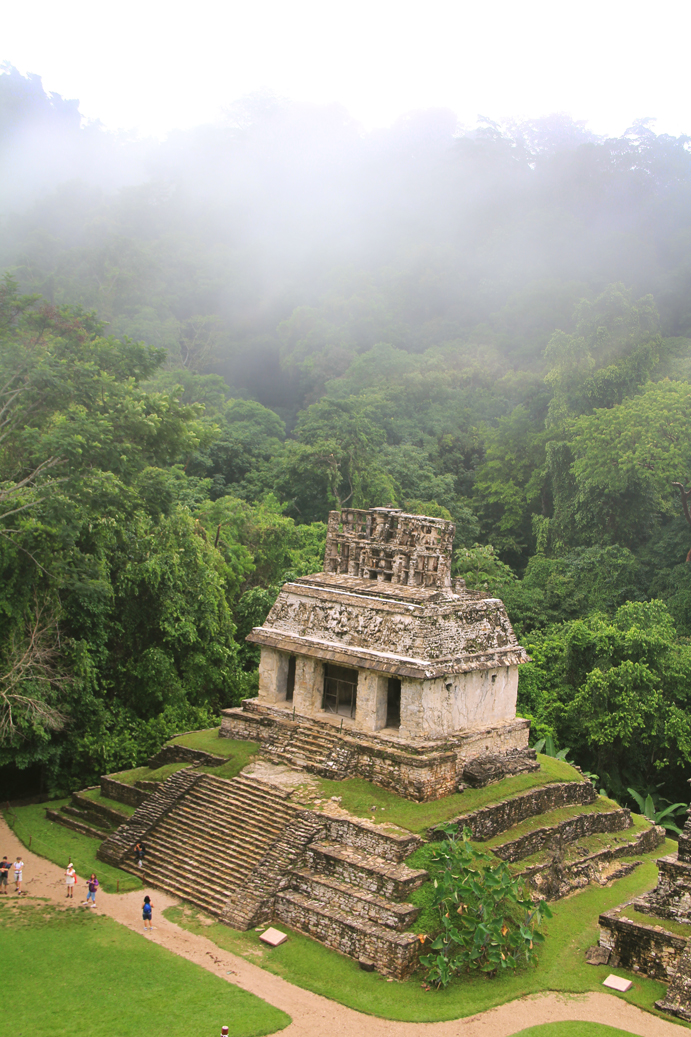
Паленке, «Храм Солнца»

Обязательства Арнольда Шварценеггера задержали начало съёмок на несколько месяцев. Эта задержка дала Сильверу достаточно времени для того, чтобы доработать сценарий. Съёмки фильма стартовали 14 апреля 1986 года в Мексике неподалёку от Паленке, но основная часть съёмок провелась в Пуэрто-Вальярта. Большая часть материала, действие которого происходит в джунглях, была отснята за несколько недель, и Сильвер, и Гордон были довольны работой Мактирнана. 25 апреля съёмки были приостановлены, так как Шварценеггер должен был лететь на частном самолёте, заказанном Сильвером, на свою свадьбу. 26 апреля 1986 года он женился на Марии Шрайвер, медовый месяц продлился всего три дня, съёмки возобновились 12 мая.
Согласно данным из специального издания на DVD, в ходе съёмок Джон Мактирнан и Арнольд Шварценеггер потеряли 11 кг (25 фунтов) массы. Шварценеггер похудел, так как часто бегал по джунглям, карабкался, плавал, а Мактирнан же просто плохо питался, боясь подцепить какую-нибудь болезнь, и, по воспоминаниям членов съёмочной группы, он остался единственным, кто не страдал от диареи из-за плохо очищенной воды в мексиканской гостинице. Карл Уэзерс рассказывал в интервью о том, что актёры просыпались около трёх часов утра, чтобы репетировать перед съёмками. По словам Шварценеггера, съёмки изматывали, так как ему приходилось плавать в холодной воде и несколько недель провести в грязи, сражаясь с пришельцем. В дополнение к этому, весь актёрский состав провёл долгое время в холодных джунглях, в связи с чем им постоянно требовались обогреватели.

Кевин Холл в костюме на съёмочной площадке в одной из последних сцен картины

На съёмках, слева направо: Блэйн, Хоукинс, Датч, Мак, Диллон, Билли, Пончо

Съёмки проводились на холмистой местности, по словам Шварценеггера, поверхность никогда не была ровной, он всё время был на холме, одна нога на нём, а другая в овраге. Он, как и все остальные, был этим недоволен. Одной из проблем во время съёмок было то, что Кевин Холл ничего не видел в костюме инопланетянина. Холл то промахивался, то попадал по голове Шварценеггера. Холл в своем интервью говорил, что съёмки этого фильма — это история выживания всей съёмочной группы. Например, в сцене, где Хищник гонится за героем Шварценеггера, вода была протухшей и полной пиявок. Костюм Холла было тяжело носить, он был несбалансирован и много весил. Поскольку Холл не мог видеть в маске, ему приходилось заранее запоминать, что и где находится, затем надевать маску и двигаться вслепую по памяти.
По воспоминаниям Шейна Блека, оригинальный сценарий Братьев Томас имел мало диалогов, актёры были не в восторге от этого, так что часть из того, что слышит зритель, было импровизацией, вроде слов Вентуры: «У меня нет времени истекать кровью».

### Спецэффекты
Первым актёром, которому довелось надеть костюм инопланетного охотника, стал Жан-Клод Ван Дамм. Это было сделано для того, чтобы посмотреть, как он будет выглядеть в кадре, сможет ли нормально передвигаться. Чтобы надеть костюм, требовалось около 20 минут. Прыгать или бегать в нём было невозможно, трудно было даже удерживать равновесие. Когда актёру предлагали роль, он не знал, что ему предстоит носить костюм, в котором его невозможно будет узнать. После неудачного опыта было принято решение создать новый костюм и выбрать более рослого актёра.

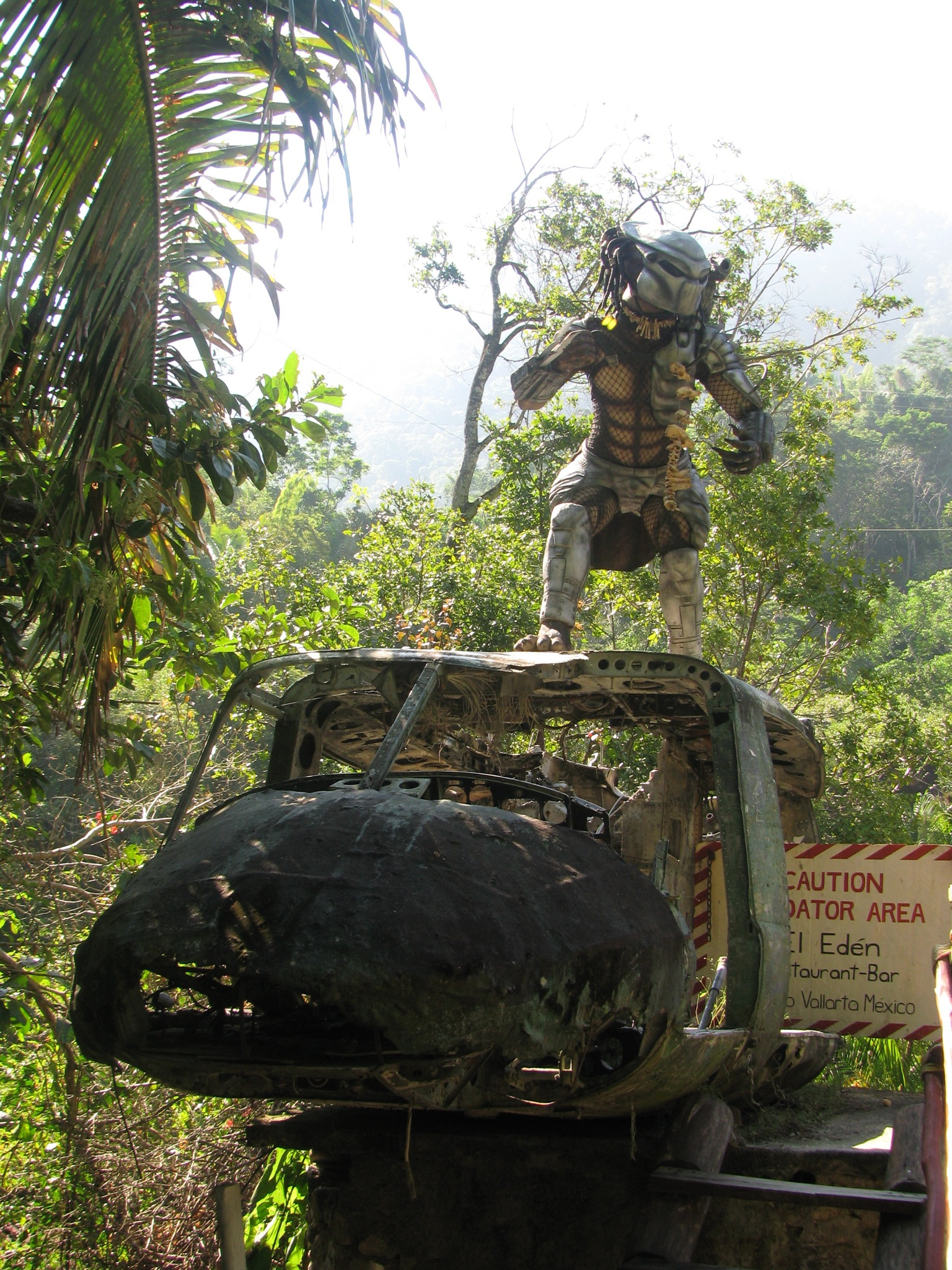
Скульптура Хищника, установленная в Пуэрто-Вальярта на месте съёмок

Костюм, который надевал актёр, выглядел как двуногое существо с длинной шеей и собакоподобной головой. После того, как стало ясно, что снимать подобное в джунглях будет сложно, создатели решили, что сделают костюм более человекоподобным. В интервью специалист по спецэффектам Стэн Уинстон упомянул, что идею с челюстями-мандибулами Хищника подал режиссёр Джеймс Кэмерон, известный благодаря фантастическим фильмам «Терминатор», «Чужие», «Бездна», а сам внешний вид инопланетянина навеян образом воина-растамана.
Спецэффекты в фильме были созданы студией R/Greenberg Associates. Невидимость Хищника создавалась с помощью ярко-красного костюма (потому что красный цвет резко контрастировал с зелёным цветом джунглей и голубым небом): позже с помощью технологии «хромакей» красный цвет удалялся, в результате создавалась иллюзия пустого места. После этого снова снимался дубль, но уже без актёров, и джунгли из второго дубля заполняли контур Хищника. Для того, чтобы Хищник в режиме невидимости переливался, в дубле без актёров использовали более широкую линзу. Для имитации теплового зрения Хищника использовался тепловизор, поскольку инфракрасная плёнка не регистрировала температуру человеческих тел. Светящаяся кровь пришельца создавалась с помощью люминесцирующего вещества из светящихся палочек, смешанного с мазью. За спецэффекты фильм был номинирован на кинопремию «Оскар».

## Награды и номинации
- Оскар в 1988 году — номинация за лучшие визуальные эффекты (Стэн Уинстон)[13];
- Кинопремия «Сатурн»: победа — лучшая музыка; номинации — лучший актёр (Арнольд Шварценеггер), лучший научно-фантастический фильм, лучшие спецэффекты.

## Отражение в массовой культуре
По мотивам фильма было создано множество компьютерных игр, как для приставок, так и для персональных компьютеров. Два актёра данного фильма впоследствии стали губернаторами штатов Калифорния и Миннесоты, это были Арнольд Шварценеггер и Джесси Вентура. Сонни Лэндэм баллотировался на пост губернатора Кентукки от республиканской партии. Образ невидимого героя был использован группой 2 Unlimited в клипе на песню «No one».

### Новеллизация
Новеллизация была написана Полом Монетом и была выпущена 1 июня 1987 года (почти за две недели до премьеры фильма) издательством «Джов-Букз». Действие перенесено из вымышленной Вальверде в реальную Гватемалу (хотя инструктаж Шеффера проходит в вымышленной Конта-Мане), в сюжете имеются намёки, что у Шеффера с Анной началось некое подобие отношений.
Новеллизация имеет ряд очень важных отличий от фильма в самом образе Хищника: Хищник убивает людей исключительно из научного интереса (в фильме его присутствие на Земле было частью обычной охоты их расы), кровь Хищника янтарного цвета (а не зелёного), Хищник не имеет системы невидимости (вместо этого он способен сливаться с окружающей средой на манер хамелеонов или же вообще рассеиваться до полной невидимости), у Хищника нет никакого устройства самоуничтожения, Хищник способен имитировать любое органическое существо (если у него есть его частицы ДНК), кроме людей (чем и объясняется его научный интерес к ним). Наконец, Шеффер, пережив падение с водопада, теряет в воде всю свою одежду и, соответственно, полностью обнажён всю оставшуюся часть сюжета.
Сильно различается и финал: после того, как Шеффер начинает одерживать над Хищником верх, пришелец бежит к своему кораблю, а Голландец следует за ним. Попав на корабль, Шеффер обнаруживает там около тридцати изуродованных трупов — результат исследований Хищника. В завязавшейся финальной схватке Шеффер швыряет Хищнику в голову своё самодельное копьё, которое убивает пришельца и в то же время наносит урон каким-то важным системам корабля, из-за чего последний взрывается.
В 1993 году Данил Корецкий, под псевдонимом Дэн Кордэйл, выпустил в издательстве «Тулбытсервис» свою неофициальную новеллизацию фильма, тоже имеющую расхождения с сюжетом. В 2012 году Корецкий в издательстве «АСТ», теперь уже под своим настоящим именем, перевыпустил книгу в качестве первой части романа «Охота на охотника» — из-за очевидных проблем с авторскими правами многие имена из оригинальной публикации в новой были заменены на другие.

## Отзывы и критика
Роджер Эберт в своей рецензии назвал «Хищника» «высокоэнергичной картиной», наиболее сильной стороной которой является удачно выбранное место съёмок. Изображённые в фильме джунгли критик посчитал достаточно красивыми и достоверными. Действие фильма происходит настолько быстро, что возникающие по ходу сюжета логические вопросы (например, о мотивах действий Хищника) теряют смысл. Эберт также положительно отозвался о спецэффектах, назвав их потрясающими и высказав мнение, что сцена, где Хищник снимает маску, была внедрена именно с целью ещё раз продемонстрировать созданные Уинстоном визуальные эффекты.